# Sarcofago della famiglia Martelli
Il sarcofago della famiglia Martelli è un marmo attribuito a Donatello, conservato nella basilica di San Lorenzo a Firenze.

## Storia e descrizione
Si tratta di un sarcofago a forma di tinozza dalle dimensioni di 90x203 cm, luogo di sepoltura di Niccolo e Fioretta Martelli, che il Vasari riferì al grande scultore. Inizialmente assegnato alla bottega dell'artista dalla critica moderna, venne rinserito nel catalogo di opere dell'artista da Bennet-Wilkins (1984), datandolo a dopo il rientro da Padova, verso il 1455, quando la vecchia chiesa veniva demolita per proseguire il cantiere iniziato da Brunelleschi. Fino ai primi del Novecento si trovava nella cappella Martelli nei sotterranei della basilica, poi venne spostato nella cappella della famiglia nel transetto sinistro, vicino all'Annunciazione Martelli di Filippo Lippi.
L'opera è semplice ma di gusto molto raffinato, che ricorda un intreccio a canestro che dà un insolito effetto di morbidezza alla pietra.